# Planimétrie
 (février 2024).
Si vous disposez d'ouvrages ou d'articles de référence ou si vous connaissez des sites web de qualité traitant du thème abordé ici, merci de compléter l'article en donnant les références utiles à sa vérifiabilité et en les liant à la section « Notes et références ».
La planimétrie mesure, dans toutes leurs parties, les figures géométriques formées par les limites des détails répandus sur le terrain et les projette sur un plan horizontal ; ces détails peuvent être naturels ou artificiels. Avec le nivellement, c'est la principale méthode de mesure et de calcul de coordonnées en topographie.
Toutes les opérations de la planimétrie se résument à des mesures de longueurs horizontales ou d'angles dans des plans horizontaux.